# Justicia madrensis
Justicia madrensis är en akantusväxtart som beskrevs av T.F. Daniel. Justicia madrensis ingår i släktet Justicia och familjen akantusväxter. Inga underarter finns listade i Catalogue of Life.